# San Francisco (filme)
San Francisco (br:São Francisco a cidade do pecado) é um filme norte-americano de 1936, dirigido por W. S. Van Dyke.

## Sinopse
Ambientada em Barbary Coast, antigo bairro na zona portuária de São Francisco (Califórnia), a partir de 31 de dezembro de 1905. Blackie Norton é proprietário da casa noturna "Paradise", que após um incêndio durante os festejos do Ano-Novo de 1906, contrata Mary Blake como cantora. Ao mesmo tempo, ele é convencido a concorrer a supervisor da cidade, para implementar medidas de segurança contra incêndios. Entretanto, sofre a oposição de Jack Burley, um rico proprietário de imóveis na área, que também se interessa por Mary Blake. Convencida pelo padre Tim, Mary deixa Blackie e inicia carreira de cantora de ópera sob o patrocínio de Burley.
Em uma operação policial engendrada por Burley, o "Paradise" é fechado e seus funcionários presos, sob acusação de venda ilegal de bebidas. Blackie consegue com o xerife algumas horas de liberdade para juntar dinheiro para pagar a fiança de alguns funcionários. Neste dia, 17 de abril de 1906, haveria o Baile Anual das Galinhas, competição de artistas das casas noturnas da região, que oferece dez mil dólares ao proprietário. Burley e Mary estão presentes e esta fica sabendo das prisões. Ela resolve então representar o "Paradise" e vence o concurso, mas Blackie  recusa. Neste momento o local começa a desabar, iniciando o Grande Terremoto de São Francisco.

## Elenco
- Clark Gable .... Blackie Norton
- Jeanette MacDonald .... Mary Blake
- Spencer Tracy .... padre Tim Mullin
- Jack Holt .... Jack Burley
- Jessie Ralph .... Sra.Burley
- Ted Healy .... Mat
- Shirley Ross .... Trixie
- Margaret Irving .... Della Bailey
- Al Shean .... Professor (maestro)
- William Ricciardi .... Signor Baldini
- King Baggot .... extra (não-creditado)
- Rhea Mitchell ... Extra no terremoto (não-creditada)
- Harry Myers ... Não-creditado
- Rosemary Theby ... Extra no terremoto (não-creditada)[2]
- D. W. Griffith ... Condutor da orquestra (não-creditado)
- Kenneth Harlan ... Chick

## Produção
A música "San Francisco" é cantada no filme seis vezes por Jeanette MacDonald. Foi composta por Bronislaw Kaper e Jurmann Walter com letra de Gus Kahn. Tornou-se popular nos eventos públicos nos eventos anuais sobre o terremoto, e é uma das duas músicas oficiais da cidade de São Francisco (Califórnia), junto com "I Left My Heart in San Francisco".

## Prêmios
Obteve seis indicações ao Óscar de 1937: filme, diretor, ator, criação original e assistente de diretor. Venceu na categoria melhor mixagem de som para Douglas Shearer.